# Cirrhophanus
Cirrhophanus là một chi bướm đêm thuộc họ Noctuidae.

## Các loài
- Cirrhophanus dyari Cockerell, 1899
- Cirrhophanus pretiosa (Morrison, 1875)
- Cirrhophanus triangulifer Grote, 1872

## Former species
- Cirrhophanus papago is now Eulithosia papago (Barnes, 1907)
- Cirrhophanus plesioglauca is now Eulithosia plesioglauca (Dyar, 1912)